# Mount Getz
Mount Getz ist ein 1120 m hoher Berg im westantarktischen Marie-Byrd-Land. Im südlichen Teil der Fosdick Mountains in den Ford Ranges ragt er 8 km ostsüdöstlich des Mount Ferranto auf. 
Teilnehmer der United States Antarctic Service Expedition (1939–1941) kartierten ihn. Der Expeditionsleiter Richard Evelyn Byrd benannte ihn nach dem US-amerikanischen Unternehmer George Fulmer Getz Jr. (1908–1992), der wie sein Vater George Fulmer Getz (1865–1938), nach dem das Getz-Schelfeis benannt ist, zu den Sponsoren der Forschungsreisen Byrds zählt.